# Maria Luisa de la Riva i Callol-Muñoz
Maria Luisa de la Riva i Callol de Muñoz (Saragossa, 1859 – Madrid, 1926), va ser una pintora espanyola especialitzada en pintura de natura morta i de flors.
Maria Luisa de la Riva Muñoz ha estat considerada com una de les artistes espanyoles més importants del segle xix, sobretot per la seva intensa projecció internacional, la qual queda de manifest en la seva assídua participació en els Salons de París.

## Trajectòria artística

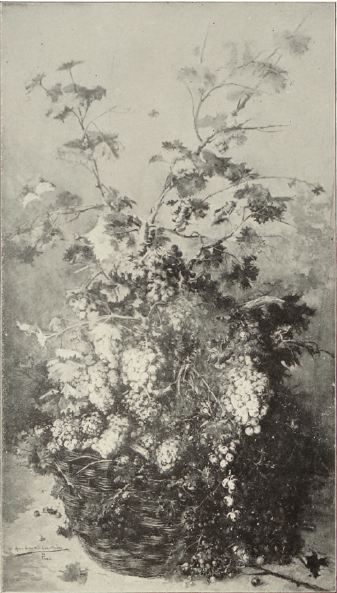
Uvas de España, 1897

Es desconeix bastant de la biografia de Maria Luisa. Va ser alumna de l'escultor Mariano Bellver i Collazos i dels pintors Antonio Pérez Rubio (Navalcarnero, Madrid 1822-Madrid, 1888) i Sebastián Gessa i Arias, amb qui es va especialitzar en els gèneres de natura morta i pintura de flors). L'any 1881 residia a Madrid va participar en l'Exposició General de Belles Arts de la ciutat amb una pintura de flors.
Es va casar amb el pintor Domingo Muñoz Cuesta (1850-1912) i pot considerar-se com una de les poques artistes espanyoles que van arribar a crear un estudi de formació per a dones pintores i a tenir una dilatada i brillant trajectòria artística a Espanya, arribant a tenir obres exposades fins i tot en l'Exposició d'Art Espanyol a Sant Petersburg de 1900.
Des de finals de la dècada de 1880 se sap que residia a París, al carrer Faubourg Saint-Honoré, 233, la qual cosa ajudava a la seva participació regular en les exposicions dels Salons nacionals i en les mostres de dones artistes que se celebraven a la ciutat.
El seu trasllat a la capital francesa fou degut en part a les possibilitats d'expansió internacional que la ciutat oferia als artistes i, per una altra banda, al fet que les dones artistes franceses havien dut a terme diverses iniciatives per tenir una presència més activa en l'escena artística parisenca. En unes ocasions es tractava d'associacions professionals i en altres exposicions artístiques en les quals la participació era exclusivament per a dones, de les quals es va beneficiar Maria Luisa de la Riva.
L'any 1898 va participar en la IV Exposición de Bellas Artes e Industrias Artísticas que organitzava l'Ajuntament de Barcelona al Palau de Belles Arts. Hi va presentar un oli titulat Uvas de España, que l'any anterior s'havia pogut veure a l'Exposició Nacional de Belles Arts de Madrid. La pintora va exhibir novament l'obra a l'Exposició General de Belles Arts de Madrid del 1901, junt amb les obres Frutas de Verano i Uvas y granadas.
Maria Luisa de la Riva també es va destacar pel seu activisme feminista en reivindicar el dret d'una dona a ser considera com una artista professional que viu del seu art. Va ser sòcia i membre actiu de la Unió de Dones Pintores i Escultores de França, membre del Jurat de la Societat de Dones Artistes de París, membre de l'Associació de Dones Artistes de Berlín i de l'Associació de Dones Pintores i Escultores de Viena.
A Espanya va participar en les exposicions de pintores exclusivament, que van començar a fer a la fi del segle xix i es denominaven “femenines”, organitzades per la Sala Parés de Barcelona en les seves edicions dels anys 1883 i 1896. Per a aquests esdeveniments va presentar olis de gènere floral, encara que també va presentar obres pintades amb la tècnica de l'aquarel·la, com les roses que va presentar a la mostra de 1896.
L'any 1920 va prendre part de l'Exposició Nacional de Madrid amb dos olis, Uvas i Uvas i granadas, i va obtenir una segona medalla. L'any 1920 hi va participar de nou amb l'obra titulada Frutas. En aquell moment vivia a Madrid, al carrer Serrano, 47.

## Característiques del seu estil
Maria Luisa de la Riva es va caracteritzar per una producció artística de caràcter decoratiu, amable i elegant, de gran expressivitat des del punt de vista tècnic i formal. Aquestes característiques van contribuir a l'èxit de les seves obres, les quals van ser acceptades per part d'un sector tradicional del mercat artístic, gran assoliment per a una dona artista de finals del segle xix i inici del segle xx.

## Reconeixements
Maria Luisa va aconseguir ser reconeguda per part d'institucions acadèmiques i governamentals la qual cosa queda patent en els premis rebuts com la Palma de l'Acadèmia de Belles arts (França), la Roseta del Ministeri d'Instrucció Pública espanyol, l'Ordre de Nischan Iftikai de Tunísia. A més, va ser Sòcia d'Honor i Mèrit de la Societat d'Amics del País de Santiago de Compostel·la.
També va gaudir del beneplàcit de la crítica d'art en l'àmbit internacional i en el conservador marc de la crítica espanyola. Així, crítics d'art com Ibáñez Abellán, Pedro de Madrazo, Cánovas i Vallejo o Segòvia Rocaberti no van dubtar a publicar per a periòdics com La Ilustración Española y Americana, La Època, El Imparcial o El Correo, a més dels catàlegs realitzats per a cada exposició, opinions favorables cap a la pintura de María Luisa de la Riva. En aquestes crítiques positives es ressaltava el valor artístic de les seves obres.
Va participar en nombroses mostres i certàmens, en els quals va tenir divers reconeixement. En les Exposicions Nacionals de Belles Arts de 1887 i 1895 va tenir un esment d'honor i en les de 1897 i 1901 sengles terceres medalles pels olis titulats Uvas de España i Frutas de verano. En la IV Exposició de Belles Arts de Barcelona del 1898 va obtenir una segona medalla i el 1920 va rebre una segona medalla per Uvas y granadas. A més, va ser guardonada amb tercera medalla en l'Exposició Universal de París de 1889 i en la de Barcelona de 1888, i en la de París de 1900 va obtenir una medalla de plata.
Per la seva banda la Universitat de Saragossa va tractar de recordar i enaltir la figura María Luisa de la Riva, a la qual considerava com una de les artistes més destacades de finals del segle xix i principis del segle XX pràcticament desconeguda fins avui, duent a terme una exposició en el Paranimf de la Universitat del 20 de febrer al 28 de juny de 2014, titulada Pintoras en España 1859/1926. De María Luisa de la Riva a Maruja Mallo, exposició que va participar en el "Festival Miradas de Mujeres 2014".

## Obra en museus i col·leccions
L'any 1897 el govern francès va adquirir l'obra Crisantemos que havia format part de l'exposició de dones pintores de 1897, pintura que l'any següent es va cedir en dipòsit al Musée d'étampes, prop de París.
En el Museu del Prado hi ha obres seves com:
- Uvas y granadas. Oli sobre tela, 165 x 118 cm.[19]
- Flores y frutas. 1887. Oli sobre tela.[20]

El Museu Nacional d'Art de Catalunya conserva l'obra Uvas de España, que l'Ajuntament de Barcelona va adquirir en l'exposició de belles arts de l'any 1898.
També es poden trobar exemplars de la seva obra en el Museo Nacional de Bellas Artes de Cuba (l'Habana).